# Unerkannt durch Freundesland

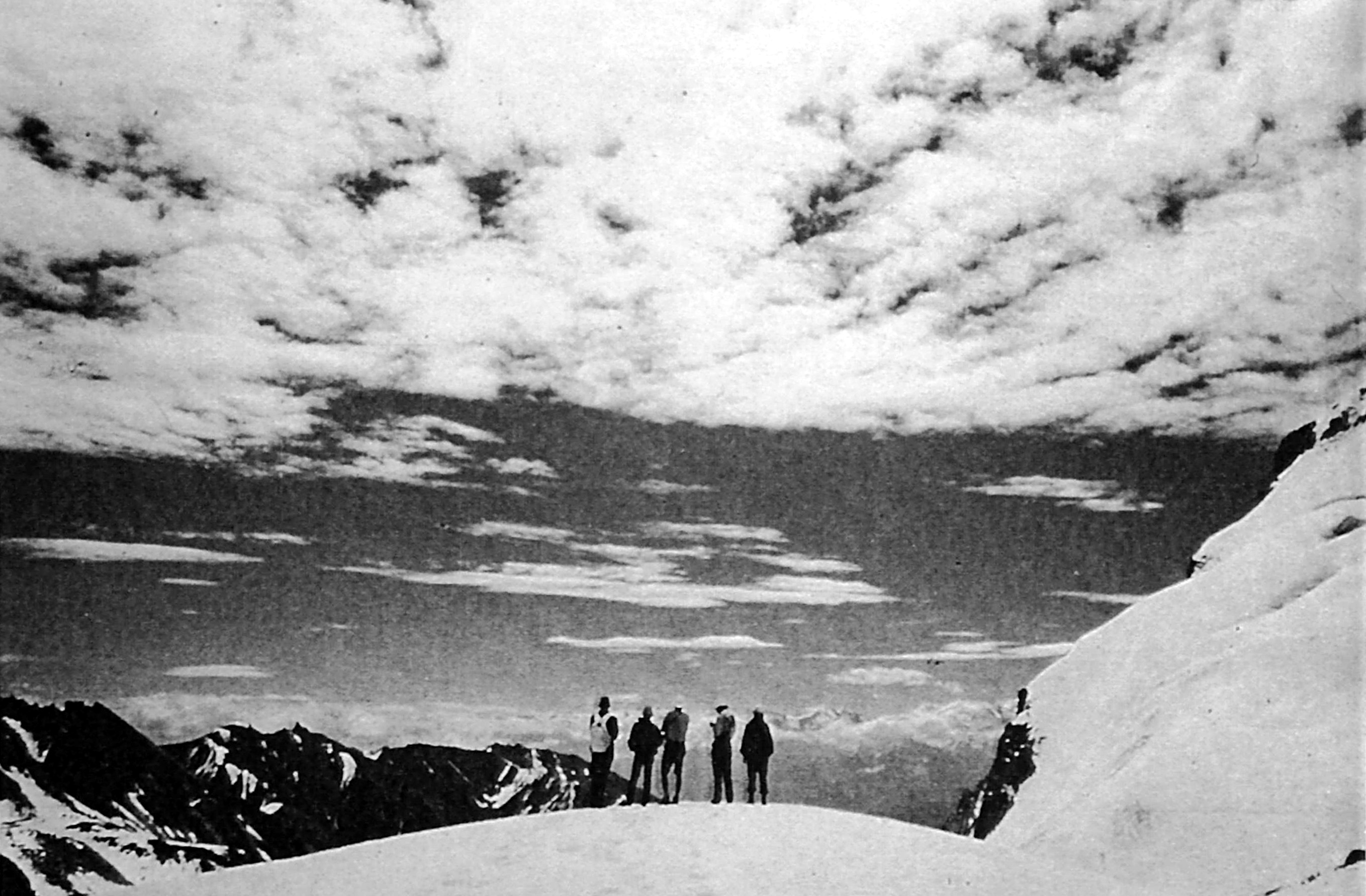
Pik Kommunismus, gesehen vom Nährgebiet des Abramowgletschers (Alai): 7495 m hohes Traumziel vieler UdF-Reisender im Pamir/ Sowjetisch-Mittelasien

Als Unerkannt durch Freundesland oder Unerlaubt durch Freundesland (UdF) wurde die illegale Reisetätigkeit von DDR-Abenteurern innerhalb der Sowjetunion bezeichnet. Möglich wurden diese Reisen mit einer sogenannten Reiseanlage für den visafreien Reiseverkehr (umgangssprachlich als „Transitvisum“ bezeichnet), die die Durchreise durch die Sowjetunion auf dem Weg von der DDR nach Rumänien für einige Tage gestattete.

## Praxis der UdF-Reisen
Die UdF-Reisenden versuchten, von der direkten Reiseroute abzuweichen und in Richtung Osten und Norden vorzustoßen. Sie gelangten nach Königsberg, auf die Kurische Nehrung, nach Murmansk auf der Halbinsel Kola, in sowjetische Polargebiete, nach Wladiwostok und Nachodka am Japanischen Meer, in das Vulkangebiet Kamtschatkas, zur jüdischen Sowjetrepublik am Amur und in die Berge des Kaukasus, des Fan, des Tian Shan, des Altai und des Pamir.
DDR-Bergsteiger erklommen als UdF-Reisende vier Siebentausender der Sowjetunion. Einige UdF-Reisende versuchten, verlassene Lager des Archipel Gulag und Nomaden jenseits des Polarkreises aufzusuchen und Fluchtversuche nach Alaska mittels Paddelboot oder nach China mit gefälschten Unterlagen und durch Überquerung von mittelasiatischen Gebirgspässen zu unternehmen. Deutsche Kirchengemeinden in Sibirien und Mittelasien (unter Stalin umgesiedelte Russlanddeutsche) wurden von UdF-Reisenden mit deutschsprachigen Kinderbüchern und Bibeln versorgt. Auch die spätere Bundeskanzlerin Angela Merkel trampte im Sommer 1983 mit zwei Freunden durch den Süden der Sowjetunion und besuchte Georgien, Armenien und Aserbaidschan, laut Katja Gloger reiste Merkel UdF.
Oftmals dauerte die UdF-Reise mehrere Wochen. Bei der Rückreise musste an den sowjetischen Grenzübergängen nach Rumänien eine Strafe von einigen Rubeln bezahlt werden.
Prinzipiell konnten DDR-Bürger auch per Einladung zu Sowjetbürgern in verschiedene sowjetische Städte fahren. Jedoch sollten sie die Stadt nicht verlassen. Ansonsten gab es Probleme für die Gastgeber. UdF-Reisen boten die Möglichkeit, in viele Regionen zu gelangen, die eigentlich auch per Einladung nicht zugänglich waren.

## UdF-Treffen 1988 in Kunitz bei Jena
Ein zweitägiges UdF-Treffen fand 1988 in den Gewölben des Pfarrhauses in Kunitz bei Jena statt, zu dem mehr als 100 Teilnehmer kamen. In mehr als 50 Dia-Vorträgen präsentierten UdF-Reisende ihre Erlebnisse in der Sowjetunion.

## Rezeption
2006 produzierten der RBB und CinePlus den 45-minütigen Dokumentarfilm Unerkannt durch Freundesland. Verbotene Reisen in das Sowjetreich (Regie: Cornelia Klauß, Kamera: Lars Lenski).
2010 erschien im Notschriften-Verlag Radebeul herausgegeben von Jörg Kuhbandner und Jan Oelker das Buch TRANSIT. Illegal durch die Weiten der Sowjetunion (Erlebnisse und Tagebuchaufzeichnungen mit zahlreichen Fotos und Karten). Die Autoren dieses Buches waren Rainer Bauch, Michael Dietrich, Christfried Hartmann, Frank Hawemann, Heinz Heilmann, Michael Heinemann, Wolfgang Hensel, Cornelia Klauß, Jörg Kuhbandner, Michael Möller, Karsten Müller, Uwe Müller, Edgar Nönnig, Jan Oelker, Martin Schlegelmilch, Frank Schlütter, Jens Triebel und Uwe Wirthwein.
2011 gab die Regisseurin des Dokumentarfilmes von 2006 Cornelia Klauß zusammen mit Frank Böttcher im Lukas Verlag für Kunst- und Geistesgeschichte das Buch Unerkannt durch Freundesland: Illegale Reisen durch das Sowjetreich heraus. Autoren dieses Buches waren Tina Bara, Hartmut Beil, Michael Beleites, Iduna Böhning, Frank Böttcher, Martin Claus, Robert Conrad, Gernot Friedrich, Stephan Gast, Christian Halbrock, Ulrich Henrici, Christian Hufen, Mathias Jahnke, Carlo Jordan, Wladimir Kaminer, Karsten König, Ekkehard Maaß, Michael Möller, André Nickl, Christian Noack, Kai Reinhart, Jürgen van Raemdonck, Helmut Schulze, Johannes Schwärsky, Utz Tayert und Uwe Wirthwein.
2015 fand die Ausstellung Unerkannt durch Freundesland – РИЛОДЕД = Reloaded (Illegale Reisen durch das Sowjetreich und deren Fortsetzung in den 1990ern) mit Fotografien, Schmalfilmen, Objekten und Zeitzeugeninterviews im Museum Pankow (Prenzlauer Allee 227/228) statt. Kuratorin war Cornelia Klauß, das Ausstellungsdesign und die Architektur stammte von Karl Karau.
2023 erschien im Notschriften-Verlag Radebeul als Folgeprojekt zu TRANSIT das Buch BOCTOK – Reisen durch das ehemalige Sowjetreich. Es umreißt den Zeitraum von 1990 bis 2023 und thematisiert trotz vieler Querbezüge nicht die Praxis des UdF-Reisens, stellt aber in ausgewählten Berichten individuelle Reisetätigkeit im Bereich der ehemaligen Sowjetunion vor. Herausgeber ist Joachim Behm. Autoren dieses Buches sind: Georg Renner, Jörg Werner, Richard Löwenherz, Joachim Behm, Petra und Nicolas Masello Quillfeld, Jens Jäger, Jens Triebel, Cornelia Klauß, Christine Lickert und Jörg Lehmann, Steffen Graupner, Frank Schlütter und Christoph Schetelich, Gunther Knauthe, Oliver Schmidt, Clemens Ratschan, Jan Oelker, Alexander Morawitz, Jürgen Roloff, Steffen Bohl, Ullrich Wannhoff, Karen Törmer.